# Communauté de communes du Pernois
La communauté de communes du Pernois est une ancienne communauté de communes française, située dans le département du Pas-de-Calais et la région Nord-Pas-de-Calais, arrondissement d'Arras.
Elle a fusionné avec d'autres intercommunalités pour former le 1er janvier 2017 la communauté de communes du Ternois.

## Historique
La communauté de communes du Pernois a été créée par arrêté préfectoral du 31 décembre 1993 qui a pris effet le lendemain. Elle rassemble alors les 17 communes d'Aumerval, Bailleul-Les-Pernes, Bours, Conteville-en-Ternois, Floringhem, Fontaine-Les-Hermans, Hestrus, Huclier, Marest, Nedon, Nedonchel, Pernes-en-Artois, Pressy-Les-Pernes, Sachin, Sains-Les-Pernes, Tangry et Valhuon.
Un second arrêté du 7 novembre 1994 intègre La Thieuloye à la communauté de communes.
Le préfet du Pas-de-Calais avait envisagé en 2011 la fusion des cinq intercommunalités du Ternois : 
- communauté de communes du Pays d'Heuchin,
- communauté de communes du Saint-Polois,
- communauté de communes du Pernois,
- communauté de communes de l'Auxillois
- communauté de communes de la Région de Frévent[2]. Cette grande fusion n'avait alors pas eu lieu.

Toutefois, dans le cadre des dispositions de la loi portant nouvelle organisation territoriale de la République (Loi NOTRe) du 7 août 2015, qui prévoit que les établissements publics de coopération intercommunale (EPCI) à fiscalité propre doivent avoir un minimum de 15 000 habitants, le préfet du Pas-de-Calais a publié le 12 octobre 2015 un projet de schéma départemental de coopération intercommunale qui prévoyait diverses fusion d'intercommunalité. À l'initiative des intercommunalités concernées, la Commission départementale de coopération intercommunale (CDCI) adopte le 26 février 2016 un amendement à ce projet, proposant la fusion de :
- la communauté de communes de l'Auxillois, regroupant 16 communes dont une de la Somme et 5 217 habitants[6] ;
- la communauté de communes de la Région de Frévent, regroupant 12 communes et 6 567 habitants ;
- la communauté de communes des Vertes Collines du Saint-Polois, regroupant 58 communes et 19 585 habitants, provenant de la réunion en 2013 de la communauté de communes du Pays d'Heuchin et de la communauté de communes du Saint-Polois,
- la communauté de communes du Pernois, regroupant 18 communes et 7 114 habitants

Le schéma, intégrant notamment cette évolution, est approuvé par un arrêté préfectoral du 30 mars 2016,, et les conseils communautaires et municipaux appelés à donner leur avis sur la fusion.
Cette fusion des intercommunalités s'accompagne d'une baisse du nombre de délégués des communes, passant de 27 à 22, au détriment notamment de Pernes (- 2 sièges) et de Floringhem (-1 siège).
La majorité qualifiée de ces conseils ayant approuvé ce projet, l'intercommunalité constatant cette fusion est créée sous le nom de  Communauté de communes du Ternois par un arrêté préfectoral du 30 août 2016 qui a pris effet le 1er janvier 2017.

## Le territoire communautaire

### Composition
La communauté de communes était composée en 2016 des 18 communes suivantes :
| Nom                   | Code Insee | Gentilé         | Superficie (km2) | Population (dernière pop. légale) | Densité (hab./km2) |
| --------------------- | ---------- | --------------- | ---------------- | --------------------------------- | ------------------ |
| Aumerval              | 62058      | Aumervalois     | 3,42             | 199 (2014)                        | 58                 |
| Bailleul-lès-Pernes   | 62071      | Bailleulains    | 3,49             | 424 (2014)                        | 121                |
| Bours                 | 62166      | Boursicotiers   | 11,84            | 603 (2014)                        | 51                 |
| Conteville-en-Ternois | 62238      | Contevillois    | 2,29             | 95 (2014)                         | 41                 |
| Floringhem            | 62340      | Floringhemois   | 4,65             | 885 (2014)                        | 190                |
| Fontaine-lès-Hermans  | 62344      | Hermanifontains | 3,80             | 120 (2014)                        | 32                 |
| Hestrus               | 62450      | Hestrusiens     | 7,80             | 245 (2014)                        | 31                 |
| Huclier               | 62462      | Hucliérois      | 3,32             | 130 (2014)                        | 39                 |
| La Thieuloye          | 62813      | Thieuloisiens   | 4,06             | 482 (2014)                        | 119                |
| Marest                | 62553      | Marestois       | 3,16             | 290 (2014)                        | 92                 |
| Nédon                 | 62600      | Nédonnois       | 4,89             | 164 (2014)                        | 34                 |
| Nédonchel             | 62601      | Nédoncelois     | 3,89             | 246 (2014)                        | 63                 |
| Pernes                | 62652      | Pernois         | 4,58             | 1 622 (2014)                      | 354                |
| Pressy                | 62669      | Percialquois    | 4,33             | 300 (2014)                        | 69                 |
| Sachin                | 62732      | Sachinois       | 5,90             | 332 (2014)                        | 56                 |
| Sains-lès-Pernes      | 62740      | Sanctanois      | 4,20             | 279 (2014)                        | 66                 |
| Tangry                | 62805      | Tangriois       | 4,84             | 233 (2014)                        | 48                 |
| Valhuon               | 62835      | Valhuonnais     | 9,17             | 580 (2014)                        | 63                 |

### Démographie
| 1968  | 1975  | 1982  | 1990  | 1999  | 2008  | 2013  |
| ----- | ----- | ----- | ----- | ----- | ----- | ----- |
| 6 910 | 6 457 | 6 281 | 6 298 | 6 179 | 6 862 | 7 174 |

## Politique et administration

### Siège
Le siège de la communauté de communes était à Pernes-en-Artois, 7 rue de l'église.

### Élus
La communauté d'agglomération était administrée par son Conseil communautaire, composé de 27 conseillers municipaux pour le mandat 2014-2020 et représentant les 18 communes membres, conformément à la répartition suivant : 
- Pernes, bourg-centre : six délégués ;
- Floringhem : trois délégués ;
- Bours et Valhuon : deux délégués ;
- Les autres communes disposent d'un siège chacune[13].

Le Conseil communautaire du 17 avril 2014 a élu son président, Jean-Paul Hermant, maire de Sains-les-Pernes, ainsi que les cinq vice-présidents du mandat 2014-2020. Il s'agit : 
1. Olivier Rigot, 48 ans, comptable, maire de Tangry, chargé de l'action économique et de la finance ;
2. Jean-Pierre Blanckaert, 63 ans, maire de Nédonchel, agriculteur, chargé de l'environnement.
3. Jean-Claude Habert, retraité, maire de Conteville et président du Syndicat des eaux de Valhuon, chargé de l’aménagement, du traitement des espaces verts et des équipements culturel et sportif
4. Jérôme Jossien, 45 ans, cadre à la SNCF, adjoint aux fêtes à Pernes, chargé de l’aménagement de l’espace
5. Daniel Petit, principal de collège retraité, maire de Pernes, chargé du tourisme, de la culture, du sport et des loisirs[13].

### Liste des présidents
| Période                                  | Période       | Identité          | Étiquette | Qualité                                                                                    |
| ---------------------------------------- | ------------- | ----------------- | --------- | ------------------------------------------------------------------------------------------ |
| Les données manquantes sont à compléter. |               |                   |           |                                                                                            |
| 2003                                     | 2014          | Claude Bigot      |           | Maire de Nédon (1995 → 2014)                                                               |
| avril 2014,                              | décembre 2016 | Jean-Paul Hermant |           | maire de Sains-les-Pernes Vice-président de la Communauté de communes du Ternois (2017 → ) |

### Compétences
Les compétences de la communauté de communes du  Pernois, c'est-à-dire les domaines pour lesquels elle exerçait les missions de service public qui lui ont été transférées par les communes membres, ont été redéfinies par arrêté préfectoral en date du 14 novembre 2006 :
- L’Aménagement de l’Espace
- Action économique
- Protection et mise en valeur de l’environnement
- Politique du logement
- Équipements culturels et sportifs
- Mise en place d’un service de transport à la demande des personnes
- Étude et mise en place d’un service de ramassage des animaux errants
- Transport des denrées pour les restos du cœur
- Mise en place d’actions pour la petite enfance et les jeunes
- Création d’événements à l’échelle de la Communauté (semaines culturelles, concerts)
- Éclairage public
- Défense-incendie
- Gestion et prêt d’un parc de matériels pour l’animation des communes.

### Régime fiscal et budget
La Communauté de communes était un établissement public de coopération intercommunale à fiscalité propre.
Afin de financer l'exercice de ses compétences, la communauté de communes percevait une fiscalité additionnelle aux impôts locaux des communes, sans fiscalité professionnelle de zone (FPZ ) et sans fiscalité professionnelle sur les éoliennes (FPE).
Elle collectait également la taxe d'enlèvement des ordures ménagères (TEOM), qui finance le coût de ce service public.

## Réalisations
ZAL de la Fontaine Bleue
La zone d'activité légères (ZAL) de la Fontaine bleue, de 7 hectares environ, livrée à l'été 2014 par la communauté, permettra d'accueillir des entreprises.

## Pour approfondir